# Mesosemia telegone
Mesosemia telegone is een vlindersoort uit de familie van de prachtvlinders (Riodinidae), onderfamilie Riodininae.
Mesosemia telegone werd in 1836 beschreven door Boisduval.